# WWE Roadblock
WWE Roadblock, hay còn gọi là NXT Roadblock từ năm 2022, là một chuỗi sự kiện đấu vật chuyên nghiệp được sản xuất bởi WWE, một tổ chức quảng bá đấu vật chuyên nghiệp có trụ sở tại Connecticut. Sự kiện này được thành lập vào tháng 3 năm 2016 và sự kiện khai mạc này có tên đơn giản là Roadblock và được phát sóng độc quyền trên dịch vụ phát trực tuyến WWE Network. Sự kiện thứ hai sau đó được tổ chức vào tháng 12 năm 2016 với tên Roadblock: End of the Line, ngoài WWE Network, nó còn được phát sóng trên các cửa hàng trả tiền cho mỗi lần xem (PPV) truyền thống. Trùng hợp với việc mở rộng thương hiệu được giới thiệu lại vào tháng 7 năm 2016, sự kiện thứ hai này được tổ chức dành riêng cho các đô vật đến từ thương hiệu Raw. Roadblock đã bị ngừng sau sự kiện thứ hai này; tuy nhiên, vào năm 2022, WWE đã hồi sinh sự kiện này cho thương hiệu đang phát triển NXT của mình và kể từ đó nó được tổ chức hàng năm vào tháng 3 như một sự kiện thường niên của NXT.
Tiêu đề của sự kiện liên quan đến lịch trình của nó. Sự kiện đầu tiên được đặt tên để tham chiếu đến vị trí ban đầu của nó vào tháng 3 trên "Road to WrestleMania". Với sự kiện thứ hai được tổ chức vào tháng 12, tiêu đề của nó ám chỉ đây là sự kiện phát trực tiếp và PPV cuối cùng của WWE trong năm 2016. Kể từ năm 2022, tiêu đề của nó ám chỉ vị trí của nó trên con đường hướng tới NXT Stand & Deliver, tuần lễ WrestleMania hàng năm của sự kiện.

## Lịch sử
WWE ban đầu có một buổi biểu diễn tại gia được lên lịch vào ngày 12 tháng 3 năm 2016, tại Ricoh Coliseum ở Toronto, Ontario, Canada và có tựa đề là "March to WrestleMania: Live from Toronto." Để tiếp tục xây dựng hướng tới WrestleMania 32 vào tháng sau, WWE quyết định phát sóng sự kiện trực tiếp và độc quyền trên dịch vụ phát trực tuyến của họ là WWE Network. Họ cũng đổi tên sự kiện thành Roadblock, ám chỉ vị trí của nó hướng đến "Road to WrestleMania".
Vào tháng 7 năm đó, WWE giới thiệu lại phần mở rộng thương hiệu, nơi họ lại phân chia các thương hiệu Raw và SmackDown, nơi các đô vật được chỉ định độc quyền biểu diễn tại thương hiệu đó. Tính năng trả tiền cho mỗi lượt xem (PPV) dành riêng cho thương hiệu cũng được trả lại. Tên Roadblock được sử dụng lại cho sự kiện PPV và WWE Network tháng 12 độc quyền của Raw. Nó có tựa đề Roadblock: End of the Line do đây là PPV cuối cùng của năm. Đây cũng sẽ là sự kiện cuối cùng mang tên Roadblock vì Roadblock đã tạm ngừng hoạt động và không có sự kiện nào được lên lịch cho năm 2017.
Roadblock đã được hồi sinh cho một tập đặc biệt của NXT vào ngày 8 tháng 3 năm 2022, với tên gọi "NXT Roadblock"; sự kiện này đóng vai trò mở đầu cho Stand & Deliver, chương trình cuối tuần WrestleMania của NXT tại Dallas.

## Tổ chức
|  | Sự kiện của Raw |  | Sự kiện của NXT |

| 1                                         | Roadblock (2016)           | 12/3/2016  | Toronto, Ontario, Canada | Ricoh Coliseum         | Triple H (c) vs. Dean Ambrose tranh đai WWE World Heavyweight Championship                                                | [ 1 ] |
| 2                                         | Roadblock: End of the Line | 18/12/2016 | Pittsburgh, Pennsylvania | PPG Paints Arena       | Kevin Owens (c) vs. Roman Reigns tranh đai WWE Universal Championship                                                     | [ 3 ] |
| 3                                         | NXT Roadblock (2022)       | 8/3/2022   | Orlando, Florida         | WWE Performance Center | Bron Breakker (c) vs. Tommaso Ciampa vs. Dolph Ziggler trong trận đấu triple threat match tranh đai NXT Championship      | [ 7 ] |
| 4                                         | NXT Roadblock (2023)       | 7/3/2023   | Orlando, Florida         | WWE Performance Center | Roxanne Perez (c) vs. Meiko Satomura tranh đai NXT Women's Championship                                                   | [ 8 ] |
| 5                                         | NXT Roadblock (2024)       | 5/3/2024   | Orlando, Florida         | WWE Performance Center | Tony D'Angelo vs. Carmelo Hayes tìm người giành quyền tham dự trận đấu tranh đai NXT Championship tại NXT Stand & Deliver | [ 9 ] |
| (c) – chỉ người vô địch bước vào trận đấu |                            |            |                          |                        | |       |